# 조정치
조정치(1978년 8월 25일~)는 대한민국의 가수, 기타리스트이다.

## 음반 목록

### 정규 음반
- 2010: 《미성년 연애사》
- 2013: 《유작》
- 2018: 《3》

## 사생활
조정치와 가수 정인은 2013년 11월 교제 11년만에 결혼식을 하지 않았으며, 그 대신 마포구청에서 혼인신고를 하였고 지리산 등반으로 신혼여행을 대체했다.

## 출연 프로그램
- 2012년 MBC 《무한도전》
- 2013년 MBC 《우리 결혼했어요》
- 2013년 MBC 《스토리쇼 화수분》
- 2013년 ~ 2014년 KBS 쿨 FM 《2시》(각 해마다 하림, 장동민과 공동 진행)
- 2014년 MBC 《건강보감 리턴즈》
- 2015년 MBC 《마이 리틀 텔레비전》
- 2015년 SBS 《동상이몽, 괜찮아 괜찮아》
- 2016년 tvN 《노래의 탄생》
- 2017년, 2018년 MBC 《미스터리 음악쇼 복면가왕》 참가자(거친 남자 카우보이, 야! 이 스키야! 스키점프!)

## 출연작

### 예능
- 2011년, 2012년 TV조선 《P.S. I Love You 박정현》 - 4회, 13회
- 2022년 Mnet 《아티스탁 게임》

### 드라마
- 2015년 tvN 금토드라마 《구여친클럽》
- 2015년 KBS2 단막극 《KBS 드라마 스페셜》
- 2017년 tvN 월화드라마 《하백의 신부 2017》
- 2017년 TV조선 시트콤 《너의 등짝에 스매싱》
- 2018년 KBS2 뮤직드라마 《To. Jenny》
- 2019년 tvN 토일드라마 《로맨스는 별책부록》
- 2021년 KBS2 금요드라마 《이미테이션》 - 하석 역
- 2022년 Seezn드라마 《가우스전자》 - 나무영 역
- 2025년 KBS2 수목드라마 《24시 헬스클럽》 - 강철남 역

### 영화
- 2015년 《쓰리 썸머 나잇》 ... 악사 역(특별출연)
- 2021년 《나만 보이니》 ... 준서 역(특별출연)

## CF
- LG 옵티머스 LTE III(2013)
- 베이직하우스(2013)
- 코웨이(2013)
- 미린다(2013-2014)
- 브라이니클(2014)
- 크리넥스 마이비데(2014)
- 현대중공업그룹(2017)

## 가족관계
- 배우자: 정인
  - 딸: 조은
  - 아들: 조성우